# Parafia Matki Bożej Nieustającej Pomocy i św. Antoniego w Borzymach
Parafia Matki Bożej Nieustającej Pomocy i świętego Antoniego w Borzymach – parafia rzymskokatolicka, znajdująca się w diecezji ełckiej, w dekanacie Rajgród.